# Euthria javanica
Euthria javanica là một loài ốc biển, là động vật thân mềm chân bụng sống ở biển trong họ Buccinidae.